# Битва при Листвене
Битва при Листвене — пятое и последнее сражение во время междоусобной войны, начавшейся после смерти киевского князя Владимира.  
Битва произошла в 1024 году между братьями Ярославом Владимировичем и Мстиславом Владимировичем. Закончилось победой Мстислава и его закреплением на черниговском княжении. Крупнейшая битва того периода времени, о которой дошли до нас некоторые подробности.

## Предпосылки
Одержав победу над Святополком, Ярослав овладел Киевом и стал править большей частью Киевской Руси. Однако борьба оппозиционных сил внутри Древнерусского государства не утихала: в 1021 году Брячислав Изяславич Полоцкий совершил набег на Новгород, в 1023 году разгорелся мятеж под Суздалем. В этой непростой ситуации у киевского князя появился ещё один соперник — князь Мстислав, правивший в Тмутаракани на берегу Азовского моря — отдалённой русской земли, существовавшей со времени походов Святослава. Мстислав с дружиной в 1023 году подступил к Киеву, но не был принят киевлянами и укрепился в Чернигове. Тогда Ярослав нанял варягов, предпринял поход на Чернигов и был встречен Мстиславом примерно в 30 км северо-западнее города.

## Ход битвы
Битва происходила ночью, в сильную грозу, недалеко от Чернигова у городка Листвен. Здесь варяжская дружина Ярослава, которой командовал варяг (варяжский витязь) Якун Слепой, встретила войско Мстислава, которое усилили союзные северяне, занявшие центр боевого порядка и принявшие на себя главный удар противника. Варяги сражались сплошной линией, в то время как Мстислав впервые в истории Киевской Руси применил боевой порядок, расчленённый по фронту (впоследствии это построение стало основным, использовалось самим Ярославом в 1036 году против печенегов, его внуками в 1093 году против половцев). Дружина Мстислава ударила по врагу с флангов и разгромила его. Ярослав с остатками воинов бежал в Новгород.

## Итоги битвы
Итоги Лиственской битвы были неожиданными. Мстислав не стал продвигаться дальше на Киев, а отправил к Ярославу послов с предложением мира. Братья разделили Русскую землю по Днепру. После смерти Мстислава в 1036 году, пережившего своего сына Евстафия, Ярослав стал, по выражению летописца, «самовластцем» в Русской земле.